# Stephen Dill Lee

Stephen Dill Lee

Stephen Dill Lee (* 22. September 1833 in Charleston, South Carolina; † 28. Mai 1908 in Vicksburg, Mississippi) war Offizier des US-Heeres, General im konföderierten Heer im Sezessionskrieg und amerikanischer Politiker.
Lee entstammte einer bekannten Familie aus South Carolina und war ein entfernter Verwandter der virginischen Familie Lee (siehe u. a. Robert E. Lee). Er besuchte die US-Militärakademie in West Point, die er 1854 als 17. von 46 Kadetten abschloss. Nach seinem Abschluss diente er in der Artillerie, gab sein Patent jedoch 1861 nach der Sezession South Carolinas zurück.
Lee wurde Hauptmann im konföderierten Heer und diente als Aide-de-camp von General Beauregard während des Beschusses von Fort Sumter. In der Folgezeit übernahm er eine Batterie Artillerie in der Nord-Virginia-Armee und stieg bald zum Oberstleutnant und Bataillonskommandeur auf. Mit diesem Kommando zeichnete er sich besonders in der Zweiten Schlacht am Bull Run aus. Zum Brigadegeneral befördert, wurde er nach Vicksburg, Mississippi, beordert, wo er den Befehl über die Artillerie der Mississippi-Armee von Generalleutnant John Clifford Pemberton übernahm.
Lee nahm am ersten und zweiten Vicksburg-Feldzug teil und kam bei der Kapitulation der Stadt am 4. Juli 1863 in Gefangenschaft der Unionsarmee, aus der er aber bald wieder entlassen wurde. Lee wurde umgehend zum Generalmajor befördert und bekam das Kommando über die Kavallerie im Wehrbereich Alabama, Mississippi und Ostlouisiana. Als sein vorgesetzter General Leonidas Polk im Mai 1864 anlässlich des Atlanta-Feldzuges nach Georgia beordert wurde, stieg Lee zum Generalleutnant und Befehlshaber im Wehrbereich auf.
Einige Monate später, als John Bell Hood im Juli 1864 das Kommando über die Tennessee-Armee vor Atlanta übernahm, ging auch Lee nach Georgia und übernahm Hoods Korps. Lee diente mit seinem Korps während des restlichen Atlanta-Feldzuges und im Franklin-Nashville-Feldzug. Am zweiten Tag der Schlacht von Nashville war sein Korps das einzige, das den Angriffen der Union standhielt und mehrere Tage den Rückzug der geschlagenen Tennessee-Armee deckte.
Lee blieb in der Tennessee-Armee und kämpfte mit ihr während des Carolina-Feldzuges 1865. Zusammen mit der Armee und ihrem Oberbefehlshaber Joseph E. Johnston kapitulierte er am 26. April 1865 bei Durham Station, North Carolina.
Nach dem Krieg ließ sich Lee in Mississippi nieder und wurde Pflanzer. Er engagierte sich auch politisch im Senat des Staates. Außerdem diente Lee als Präsident der „Vereinigten konföderierten Veteranen“ (United Confederate Veterans). Er starb am 28. Mai 1908 in Vicksburg, Mississippi.